# Gove City
La ville de Gove City est le siège du comté de Gove, situé dans le Kansas, aux États-Unis.